# Ostra (Marken)
Ostra ist eine italienische Gemeinde mit 6264 Einwohnern (Stand 31. Dezember 2023) in der Provinz Ancona, 35 km von Ancona entfernt. Die Entfernung von der nächsten größeren Stadt Senigallia an der Adriaküste beträgt auf der Straße 14 Kilometer.

## Ortsteile, Umgebung und angrenzende Gemeinden
Außer der Altstadt von Ostra, die auf 188 Meter Meereshöhe liegt, gehören zur Gemeinde die Ortsteile Casine, Pianello und Vaccarile. Die Umgebung von Ostra ist ein typisch italienisches Weinland, das von Landwirtschaft geprägt ist. Die Nachbargemeinden sind Belvedere Ostrense, Corinaldo, Montecarotto, Ostra Vetere, Senigallia und Trecastelli. Seit der letzten Jahrtausendwende war Lorenzo Cioccolanti Bürgermeister (1999–2009), ihm folgten Massimo Olivetti (2009–2014) und Andrea Storoni (2014–2019). Seit Juni 2019 ist Federica Fanesi Bürgermeisterin (Lista civica di centro-destra, ein Teil der Forza Italia).

## Geschichte
Der Ursprung Ostras in der frühen Zeit des Römischen Reichs ist nicht dokumentiert, jedoch gilt als sicher, dass es den Ort zur Zeit von Kaiser Augustus (31 v. Chr. – 14 n. Chr.) bereits gegeben hat. Die eingewanderten germanischen Westgoten zerstörten im Jahr 410 n. Chr. die Ortschaft; die Ruinen sind heute noch in dem Ort Muracce in der Nähe von Ostra Vetere sichtbar. Die Bevölkerung floh aus der zerstörten Siedlung und gründete auf dem Berg Bodio, Eigentum eines Römers, eine neue Siedlung mit dem Namen Montalboddo. Als eigentliches Geburtsjahr der Kommune gilt das Jahr 1194, als der Erzbischof von Ravenna mit dem Vertrag Capitula Comunis die Errichtung von Montalboddo als Körperschaft bestätigte, gleichzeitig aber die Herrschaft des Bischofs über die Gemeinde festschrieb. Wenige Jahre später gelang es den Bürgern von Montalboddo in einem Aufstand, diese Beherrschung abzuwerfen und unter dem Schutz der römischen Kurie unabhängig zu werden.
Ab Mitte des 13. Jahrhunderts geriet Montalboddo für fast hundert Jahre unter die Herrschaft der Stadt Jesi. Danach kam es zur wechselnden Herrschaft durch mehrere Adelsfamilien, bis sich Montalboddo im Jahr 1454 der direkten Verwaltung durch den Kirchenstaat unterwarf. Dies hatte einen spürbaren Aufschwung zur Folge; es kam aber auch zu Streitigkeiten zwischen den Adelsfamilien bis zu einem entsprechenden Friedensvertrag im Jahr 1574. Etwa ab dem Jahr 1700 erlebte die Gemeinde eine Zeit des Friedens und des Wohlstands, in der die Adelsfamilien ihre Gebäude verschönten, die Bürgerschaft das Rathaus errichtete (Palazzo comunale) und die religiösen Orden Klöster bauten, welche mit Gemälden, Stuckarbeiten und Kunstwerken geschmückt wurden. Als Krönung dieser Zeit gewährte Papst Pius VI. am 30. Juli 1790 der Gemeinde Montalboddo das Stadtrecht.
Nach der Neugründung des Königreichs Italien wurde die Stadt unter König Vittorio Emanuele II. im Jahr 1860 in das Königreich aufgenommen, und der spätere König Umberto I. genehmigte am 12. Mai 1881 per Dekret die Forderung der Bürger auf Umbenennung des Städtenamens in Ostra anstelle von Montalboddo. Im Herbst 2003 kam es zur Städtepartnerschaft zwischen Ostra und der oberbayerischen Marktgemeinde Markt Schwaben östlich von München auf Initiative des damaligen Markt Schwabener Bürgermeisters.

## Tourismus
Seit dem Jahr 2003 besitzt die Stadt Ostra die orange Flagge des italienischen Touring Clubs, eine Qualitätsauszeichnung für die touristische Umgebung kleiner landeinwärts liegender Gemeinden.

## Regelmäßige Veranstaltungen
- Die nationale Messe für Kunsthandwerk und Antiquitäten, die jedes Jahr in der ersten Augustwoche in des historischen Räumen des Palazzo dei Padri Conventuali abgehalten wird.
- Der internationale Lyrik-Wettbewerb Angelica Catalani, der seit den neunziger Jahren seinen Sitz in Ostra hat.
- Die Nacht der Geister und Gespenster (Notte dei sprevengoli), die in der Halloween-Zeit am letzten Wochenende im Oktober stattfindet. Hier werden Straßen, Plätze und große Häuser auf dem Land und in kleinen Städten im ungewöhnlichen Horror-Stil geschmückt. Die Sprevengoli sind nach heimischer Volkstradition Geister, die die Menschen im Schlaf stören; sie sollen durch diese Veranstaltung vertrieben werden.
- Der alljährliche Jahrmarkt, der seit 1670 im Oktober anlässlich des Tages des Ostra-Patrons San Gaudenzio abgehalten wird.
- Der wöchentliche Markttag, der jeweils am Freitag stattfindet.

Es gibt die folgenden hauptsächlichen Volksfeste:
- Das „Fest des Kaninchens im Spanferkel“, welches immer Anfang Juni im Ortsteil Vaccarile stattfindet.
- Das „Fest Bandnudeln mit Wildschwein“, das in der ersten Augustwoche im Ortsteil Casine von der katholischen Arbeiterbewegung veranstaltet wird.
- Das Fest „Ostrawelt“, welches auf der Piazza dei Martiri (Platz der Märtyrer, vor dem Rathaus) in der Woche nach dem Bandnudel-Fest organisiert wird.
- Das „Fest der Passatello-Nudeln“, das jeweils am letzten Juli-Wochenende im Ortsteil Pianello stattfindet.
- Das „Fest der Lichter und des Geschmacks“ zum St.-Martins-Tag, welches am 2. November-Wochenende im Ortsteil Pianello stattfindet.